# HD 25274
HD 25274，又名BD+68 303，SAO 13006、HR 1241，是一颗恒星，视星等为5.87，位于銀經139.15、銀緯12.18之處，其B1900.0坐标为赤經3h 56m 0.5s，赤緯+68° 12.18′ 13″。